# Takashi Kobayashi
Takashi Kobayashi (小林 孝至 (Kobayashi Takashi?); 17 maggio 1963) è un ex lottatore giapponese, specializzato nella lotta libera.

## Palmarès

### Olimpiadi
- 1 medaglia:
  - 1 oro (Seul 1988 nei pesi mosca leggeri)